# Коструба арчева
Костру́ба арчева (Mycerobas carnipes) — вид горобцеподібних птахів родини в'юркових (Fringillidae). Мешкає в Азії.

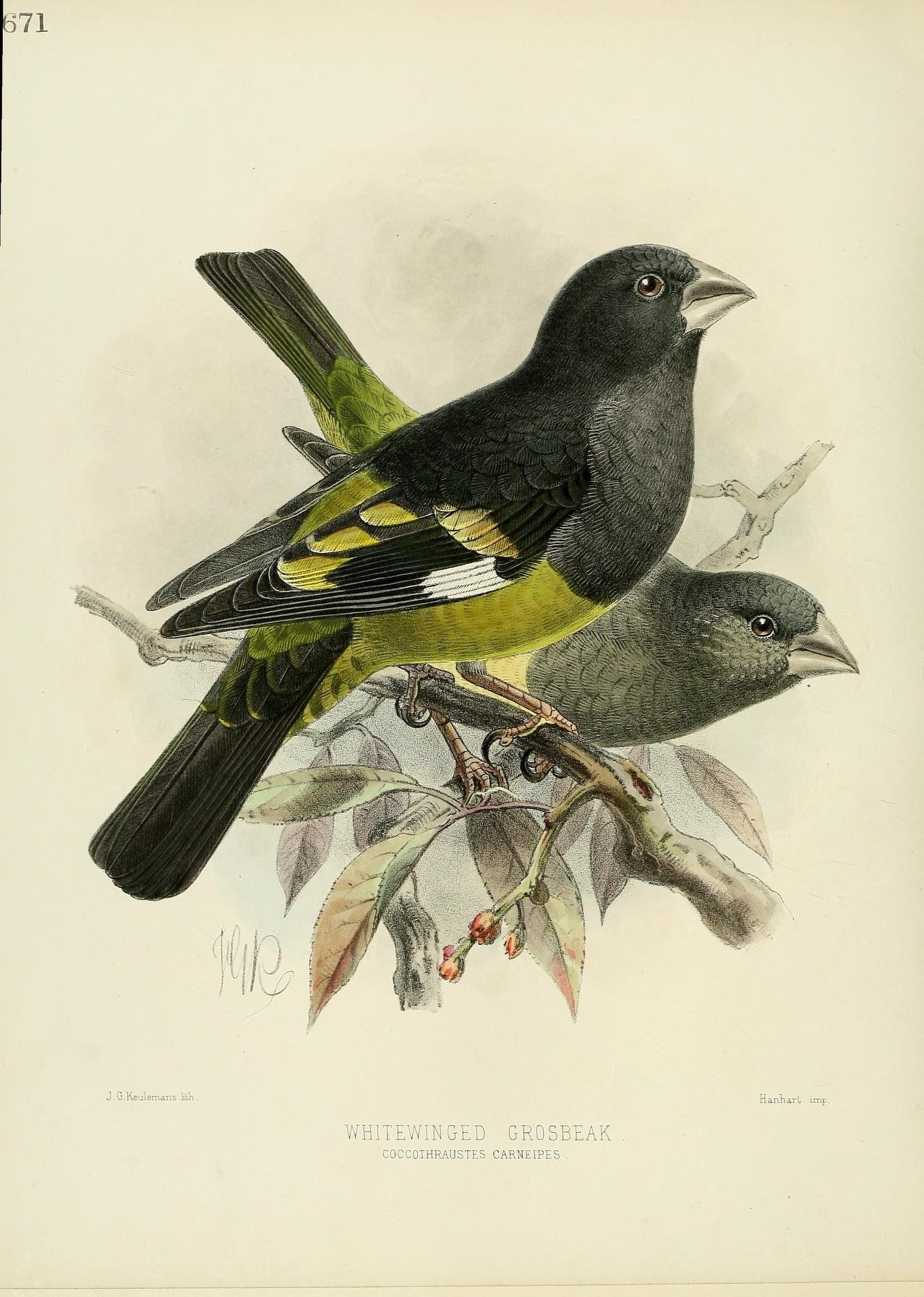
Пара арчевих коструб

## Опис
Довжина птаха становить 21—23 см, розмах крил 25—30 см, вага 48—60 г. Виду притаманний статевий диморфізм. Голова, груди, плечі і верхня частина спини у самця чорні, живіт і гузка оливково-зелені. На крилах є оливково-зелені смуги і біле «дзеркальце». Дзьоб великий, конічної форми, сріблясто-сірий. Лапи бурі. Самиця має подібне забарвлення, однак ті частини тіла, які у самця є чорними, у самиці сірі.

## Підвиди
Виділяють три підвиди:
- M. c. speculigerus (Brandt, JF, 1841) — поширений на півночі Ірану, на півдні Туркменістану і на заході Пакистану;
- M. c. merzbacheri Schalow, 1908 — поширений на сході Казахстану і на заході Китаю;
- M. c. carnipes (Hodgson, 1836) — поширений від північно-східного Пакистану через Гімалаї до південного Китаю і північної М'янми.

## Поширення і екологія
Арчеві коструби мешкають в Ірані, Туркменістані, Афганістані, Таджикистані, Узбекистані, Киргизстані, Казахстані, Пакистані, Індії, Непалі, Бутані, Китаї, були зафіксовані в Росії на Алтаї. Вони живуть в гірських ялівцевих і ялинових лісах та в чагарникових заростях на висоті від 2800 до 4600 м над рівнем моря. Взимку мігрують в долини. Арчеві коструби формують зграї по 30-40 птахів, взимку вони можуть збільшуватись до 50 птахів. Іноді до зграй долучаються птахи інших видів, наприклад, арчеві чечевиці (Carpodacus rhodochlamys).

## Раціон
Харчуються ягодами дерна і ялівцю, насінням хвойних дерев та інших рослин.

## Розмноження
Сезон розмноження розпочинається на початку весни. Гніздяться коструби окремими парами, відстань між гніздами становить не менше 100 м. Гніздо робиться з гілочок, трави і моху. Воно має чашоподібну форму, зсередини встелене смужками ялівцевої кори. Гніздо будує лише самиця, розміщуючи його на висоті 0,4—17 м над землею. У кладці від 2 до 5 яєць. Інкубаційний період триває 15—16 днів, насиджують кладку і самець, і самиця. Пташенята покидають гніздо на 20-й день після вилуплення, однак залишаються поблизу батьків ще 2—3 тижні.